# Stanislav Borejko
Stanislav Hennadijovytj Borejko (ukrainska: Станіслав Геннадійович Борейко), född 7 april 1965 i Cherson i Ukrainska SSR i Sovjetunionen (nu Ukraina), är en ukrainsk före detta kanotist som tävlade för Sovjetunionen.
Han tog bland annat VM-silver i K-1 10000 meter i samband med sprintvärldsmästerskapen i kanotsport 1989 i Plovdiv.